# Okinawa-Platte

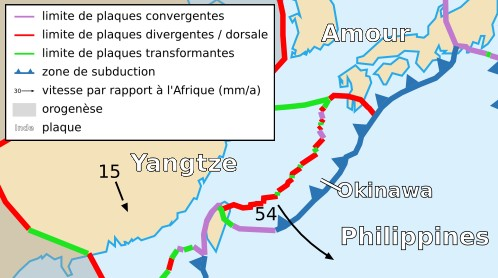
Karte der Okinawa-Platte und seiner Nachbar Platten

Die Okinawa-Platte ist eine lange, schmale tektonische Platte. Sie reicht von dem nördlichen Ende Taiwans bis zum Süden von Kyūshū. Im Osten der Platte liegt der Ryūkyū-Graben und die Pazifische Platte. Im Norden grenzt sie an die Amurplatte und wird durch den Okinawa-Graben, der ein Backarc-Becken ist, im Westen von der Yangtze-Platte (häufig als Teil der Eurasischen Platte angesehen) getrennt.